# Dmîtrivka, Odesa
Dmîtrivka (în ucraineană Дмитрівка) este localitatea de reședință a comuna Vîzîrka din raionul Odesa, regiunea Odesa, Ucraina.

## Demografie
Componența lingvistică a localității Dmîtrivka
     Ucraineană (91,99%)
     Rusă (4,3%)
     Bulgară (1,56%)
     Alte limbi (0,79%)
Conform recensământului din 2001, majoritatea populației localității Dmîtrivka era vorbitoare de ucraineană (91,99%), existând în minoritate și vorbitori de rusă (4,3%), bulgară (1,56%) și găgăuză (1,37%).